# Elzunia lugubris
Elzunia lugubris är en fjärilsart som beskrevs av Richard Haensch 1909. Elzunia lugubris ingår i släktet Elzunia och familjen praktfjärilar. Inga underarter finns listade i Catalogue of Life.